# Polonia (allégorie)
Ne doit pas être confondu avec Polonia (homonymie).

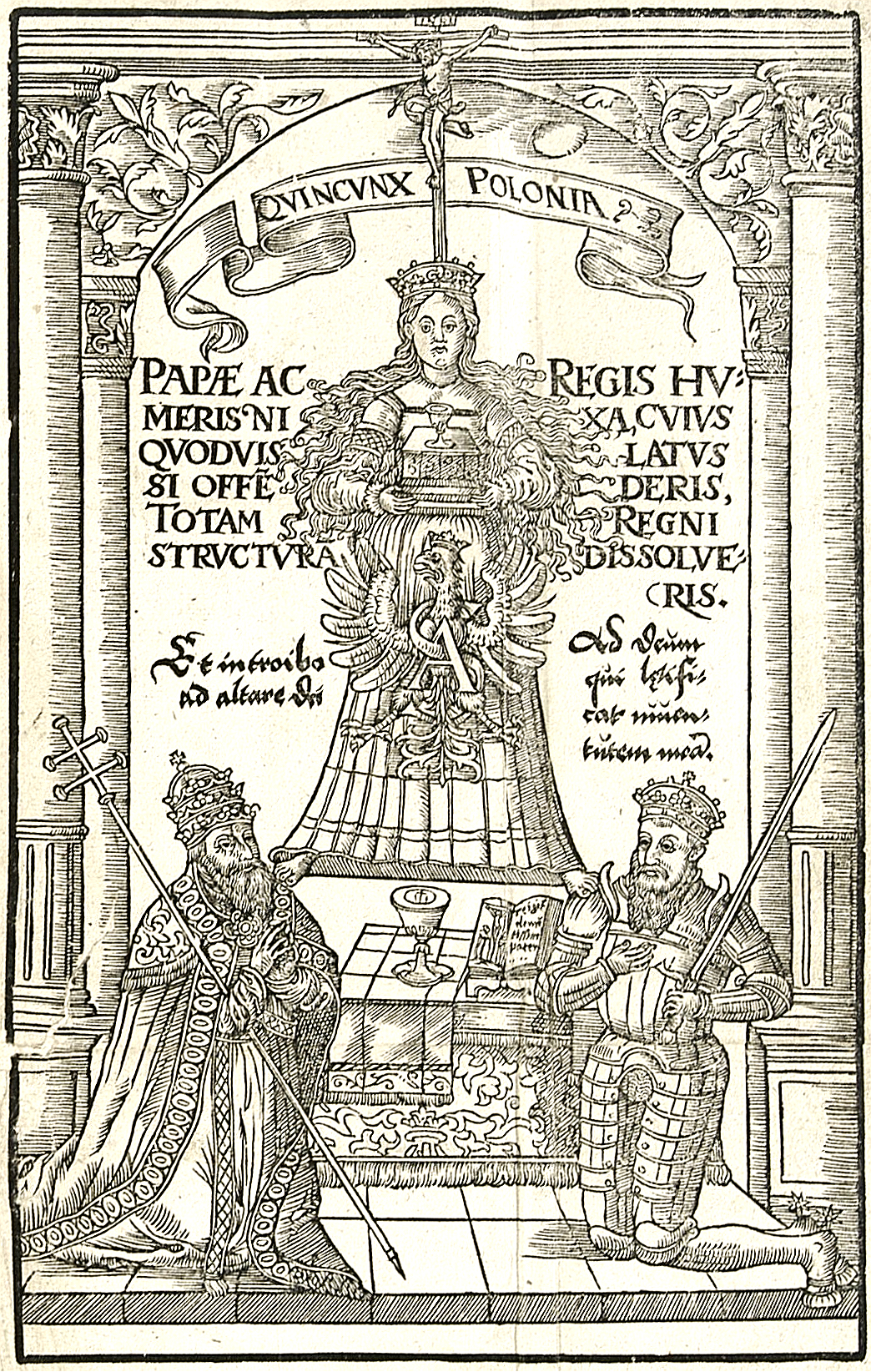
La Polonia de Stanisław Orzechowski.

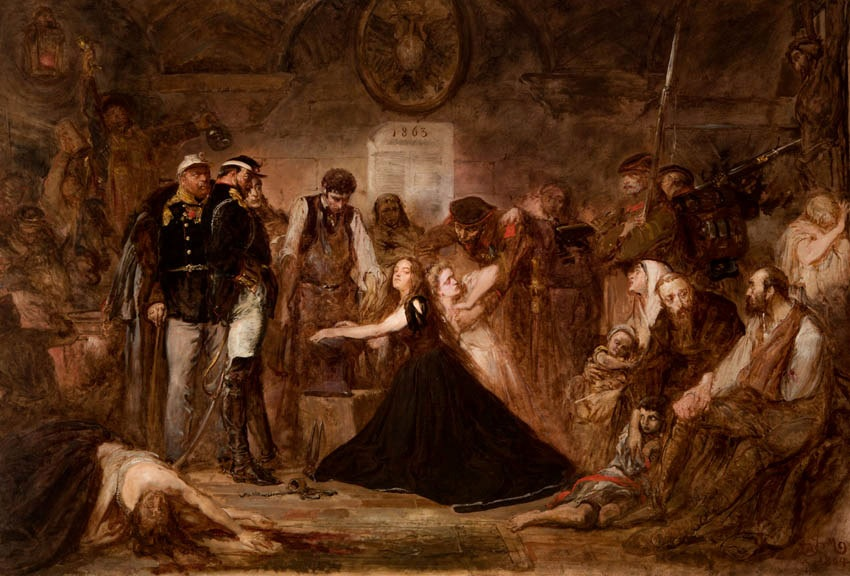
Jan Matejko, Pologne 1863, 1864. Huile sur toile, 158 × 232 cm, Musée national de Cracovie. Le tableau rappelle la défaite de l'insurrection de Janvier 1863. C'est l'un des tableaux les plus patriotiques peints par Matejko. Il représente des prisonniers qui attendent d'être déportés vers la Sibérie. Des officiers et des soldats russes surveillent un forgeron en train d'enchaîner une femme (Polonia). La femme à côté de lui peut symboliser la Lituanie.

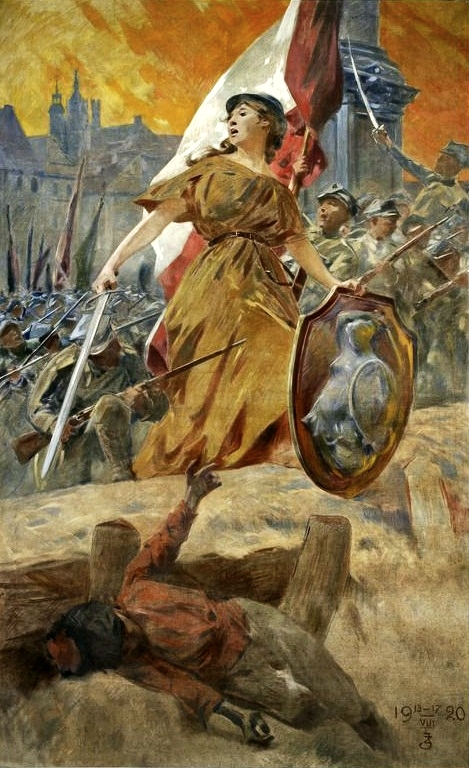
La Polonia guerrière de 1920 par Zdzisław Jasiński.

Polonia est une figure féminine, figure allégorique nationale du Royaume de Pologne. 

## Histoire
Dans le cantique de louange Gaude Mater Polonia (latin pour « réjouis-toi, mère Pologne »), qui date du XIIIe siècle, la Polonia est évoquée pour la première fois en tant que personne. Elle reparaît ensuite en 1564 dans l'œuvre Quincunx, to jest wzór Korony Polskiej na cynku wystawiony (pl). L'ilustration qu'il contient la montre comme une femme portant une couronne, un aigle inscrit dans sa silhouette, debout sur les épaules du pape et du roi de Pologne. En 1607, l'épopée Chorągiew Wandalinowa, rédigée par Jan Jurkowski, contient une gravure sur bois représentant le héros avec un drapeau : il s'agit de Polonia, menacée par ses adversaires : un Suédois armé d'un trident, un Moscovite avec une hache de guerre, un archer tatar et enfin un canonnier turc.
La représentation symbolique d'un pays en tant que femme a une longue tradition et possède probablement ses premiers témoignages dans les statues de Pallas Athéna. Il était également populaire dans d'autres pays au XIXe siècle (par exemple Britannia ou Germania).
D'autres domaines artistiques ont repris l'idée d'une « mère Pologne », qui a principalement été utilisée pendant la période des partages de la Pologne entre 1772 et 1914. En 1830, le poète polonais Adam Mickiewicz a repris l'idée de la mère patrie dans sa complainte Do matki Polki (« À la mère Pologne »). Il reprend le Gaude mater Polonia : l'ancien chant de louange se transforme en une élégie mélancolique, qui fait cependant le lien avec la mère polonaise par la maternité de Marie et qui doit apporter consolation et confiance.
Dès lors, l'allégorie de la Pologne est systématiquement représentée dans des contextes de mort, de violence, d'humiliation et de captivité. Une autre œuvre importante dans ce contexte est la Polonia morte de Stanisław Wyspiański, qui a été réalisée comme vitrail pour la cathédrale de Lviv entre 1892 et 1894. Plus que toute autre œuvre d'art, elle s'est enracinée dans la mémoire collective des Polonais comme une icône populaire, notamment parce qu'elle a été diffusée en masse sous forme de cartes postales. La défunte porte un manteau pourpre bordé d'hermine, signe de sa dignité royale. À côté d'elle se trouve l'épée « Szczerbiec » (« épée tranchante » en polonais), qui était utilisée lors des cérémonies de couronnement des rois polonais. Elle est entourée d'un groupe de personnes en deuil, dont des femmes en costume traditionnel polonais. Sur leurs visages et dans leurs gestes se reflètent le désespoir, la paralysie et l'impuissance. La représentation de toutes ces émotions permet au spectateur de s'identifier à Polonia.
Les attentes de salut liées à celle de la « Polonia morte » apparaissent dans plusieurs œuvres de Włodzimierz Tetmajer, un élève de Jan Matejko. Sur sa peinture murale dans la cathédrale de Wawel, Polonia est exposée devant la Vierge, le corps est également doté d'attributs royaux ; une inscription blanche sous la civière portant les mots « non mortua sed dormit » (« elle n'est pas morte, seulement endormie ») montre l'espoir du peintre que la Pologne ne soit pas encore perdue.
Une Polonia de l'artiste Zdzisław Jasiński, rappelant le symbole national français Marianne, constitue une rupture totale avec la tradition. Dans son allégorie intitulée Warszawo naprzód (« En avant Varsovie »), il fait avancer avec force et détermination les défenseurs de la ville vers la victoire lors de la Bataille de Varsovie (1920).

## Sources